# I'm Outta Love
«I´m Outta Love» es el primer sencillo del primer álbum de estudio "Not That Kind" de "Anastacia". La canción se lanzó a principios de 2000 y en verano de ese mismo año en Europa y Reino Unido. Alcanzó el Top-10 en casi todos los países europeos, Australia y Nueva Zelanda y en gran parte de ellos el número 1. Gracias a este gran éxito mundial, siendo la cuarta canción más popular de Europa en ese año, Anastacia se dio a conocer con buen pie, descartando su país natal, donde no tuvo gran acogida por el público.

## Videoclip
El video musical de "I´m Outta Love" fue dirigido por 'Nigel Dick' y corografiado por 'Robin Antin'. Se grabó en "El Parque Plaza Hotel" de Los Ángeles, entre los días 9 y 10 de octubre de 1999. Se muestra a Anastacia sobre un escenario con luces verdes y un coro por detrás bailando y cantando la canción a un enorme público. También forma parte del público bailando con sus amigos, cuando al final del video, un chico se acerca a Anastacia y le da una nota pidiendo algo más que amistad, cosa que Anastacia rechaza y se va.

## Formatos
| 7" single 1. «I'm Outta Love» – 4:02 2. «Baptize My Soul» – 4:13 Australia CD maxi single 1. «I'm Outta Love» (Radio Edit) – 3:49 2. «I'm Outta Love» (Hex Hector Radio Edit) – 4:04 3. «I'm Outta Love» (Matty's Soulflower Mix) – 5:56 4. «I'm Outta Love» (Hex Hector Main Club Mix) – 8:00 5. «I'm Outta Love» (Ron Trent's Club Mix) – 8:33 6. «Baptize My Soul» – 4:13 Austria CD single 1. «I'm Outta Love» (Álbum Versión) – 4:02 2. «I'm Outta Love» (Matty's Too Deep Mix) – 9:28 Brasil promo CD maxi single 1. «I'm Outta Love» (Álbum Versión) – 4:02 2. «I'm Outta Love» (Hex Hector Radio Mix) – 4:02 3. «I'm Outta Love» (Hex Hector Main Club Mix) – 7:59 4. «I'm Outta Love» (Hex Hector Dub) – 8:33 5. «I'm Outta Love» (Matty's Soulflower Mix) 6. «I'm Outta Love» (Matty's Too Deep Mix) – 9:30 7. «I'm Outta Love» (Matty's Deep Dub) 8. «I'm Outta Love» (Ron Trent's Club Mix) – 8:33 Europa CD single 1. «I'm Outta Love» (Álbum Versión) – 4:02 2. «I'm Outta Love» (Hex Hector Radio Mix) – 4:02 | Europa promo CD single 1. «I'm Outta Love» (Álbum Versión) – 4:02 2. «I'm Outta Love» (Matty's Soulflower Mix) – 9:28 Europa CD maxi single 1. «I'm Outta Love» (Álbum Versión) – 4:02 2. «I'm Outta Love» (Matty's Too Deep Mix) – 9:28 3. «I'm Outta Love» (Hex Hector Main Club Mix) – 7:59 4. «I'm Outta Love» (Hex Hector Radio Mix) – 4:02 RU 12" promo single 1. «I'm Outta Love» (Rhythm Masters Vocal Mix) 2. «I'm Outta Love» (Rhythm Masters Vocal Dub) 3. «I'm Outta Love» (Ron Trent's Club Mix) – 8:33 RU CD maxisencillo 1. «I'm Outta Love» (Radio Edit) – 3:49 2. «I'm Outta Love» (Rhythm Masters Vocal Mix) 3. «I'm Outta Love» (Ron Trent's Club Mix) – 8:33 4. «I'm Outta Love» (Video) EE. UU. 12" maxi single 1. «I'm Outta Love» (Hex Hector Main Club Mix) – 7:59 2. «I'm Outta Love» (Hex Hector A cappella) – 3:57 3. «I'm Outta Love» (Hex Hector Dub) – 8:33 4. «I'm Outta Love» (Hex Hector Radio Edit) – 4:04 EE. UU. CD single 1. «I'm Outta Love» (Álbum Versión) – 4:02 2. «I'm Outta Love» (Hex Hector Radio Mix) – 4:02 3. «Baptize My Soul» – 4:13 |

## Versiones oficiales
- Álbum Versión – 4:02
- Hex Hector A cappella – 3:57
- Hex Hector Dub – 8:40
- Hex Hector Main Club Mix – 7:58
- Hex Hector Radio Edit – 4:02
- Hex Hector Mixshow Edit – 6:15
- Hex Hector Unreleased Club Mix (sample; never leaked in entirety) – 2:43
- Matty's Too Deep Mix – 9:30
- Matty's Soulflower Mix – 5:57
- Ron Trent's Club Mix – 8:32
- Sleaze Sisters Anthem Mix (unreleased) – 10:00
- Eddie Baez Mix (unreleased) – 3:27
- Matt & Vito Mix (unreleased) – 10:07
- Matt & Vito Radio Edit (unreleased) – 4:23
- Rhythm Masters Vocal Mix – 6:51
- Rhythm Masters Vocal Dub – ?:??